# 馬頭扁脂鯉
馬頭扁脂鯉（學名：Abramites eques）為輻鰭魚綱脂鯉目脂鯉亞目上口脂鯉科的其中一個種，分布於南美洲哥倫比亞馬格達萊納河流域，體長可達15公分，棲息在植被生長茂密的水域，成對出現，生活習性不明。